# Solomon Islands Meteorological Services
Die Solomon Islands Meteorological Services (SIMS, „Meteorologische Dienste der Salomonen“) sind ein staatlicher meteorologischer Dienst der Salomonen. Er bildet eine der vier technischen Abteilungen des 2007 gegründeten Ministry of Environment, Climate Change, Disaster Management and Meteorology („Ministerium für Umwelt, Klimawandel, Katastrophenmanagement und Meteorologie“). Leiter der SIMS ist David Hiriasia.

## Geschichte und Aufgaben
Vor der Unabhängigkeit der Salomonen 1978 gehörte SIMS zum Ministry of Post and Telecommunications.
Die Behörde trat am 6. Mai 1985 der Weltorganisation für Meteorologie (WMO) bei. Innerhalb der WMO wird sie der Südwestpazifik-Region zugeordnet. Der Hauptsitz befindet sich am Vavaya Ridge in der Hauptstadt Honiara. SIMS betreibt Stand 2023 sieben bemannte und sechs automatische Wetterstationen sowie sieben automatische Niederschlagsmessgeräte.
Zu den Aufgaben gehören die Wetter- und Meeresbeobachtung, -vorhersage und Ausgabe von Warnungen vor tropischen Wirbelstürmen, Überschwemmungen und Tsunamis sowie die Klimadatenanalyse. Spezielle Wettervorhersagen werden für die Luftfahrt ausgegeben.

## Kooperationen
Am 28. April 2017 wurde ein Memorandum of Understanding (MoU) zwischen dem Ministry of Environment, Climate Change, Disaster Management and Meteorology der Salomonen und Taiwans Ministry of Transportation and Communications (MOTC) unterzeichnet. Zu den Zielen zählte unter anderem die Weiterentwicklung von Frühwarnsystemen für Extremwetterereignisse und Erdbeben. 2022 wurde ein MoU der Solomon Islands Meteorological Services mit dem Hong Kong Observatory getroffen.